# Melissa Gergel
Melissa Gergel (ur. 24 kwietnia 1989) – amerykańska lekkoatletka specjalizująca się w skoku o tyczce.

## Osiągnięcia
- srebrny medal młodzieżowych mistrzostw NACAC (Miramar 2010)[1]
- medalistka mistrzostw NCAA

## Rekordy życiowe
- skok o tyczce (stadion) – 4,50 (2013 i 2015)
- skok o tyczce (hala) – 4,53 (2015)